# Monero
Monero (XMR) là một loại tiền tệ mã hóa phân cấp tương tự như Bitcoin, nhưng với một tập trung mạnh hơn về quyền riêng tư (giấu tên) và phân cấp, cũng như với một cách tiếp cận khác nhau đối với khả năng mở rộng. Từ "monero" được lấy từ ngôn ngữ Esperanto và có nghĩa là "tiền tệ" hay "đồng xu".
Không giống như nhiều tiền tệ mã hóa khác, như Litecoin chỉ tách ra từ Bitcoin và chỉ thay đổi mã chút ít. Monero được lập trình lại từ đầu. Mã này đã được công nhận, trong số những người khác, bởi Vladimir J. van der Laan, người duy trì chính của Bitcoin. Monero dựa trên giao thức CryptoNote và do đó có sự khác biệt đáng kể so với các loại tiền tệ mã hóa dựa theo Blockchain khác. Sự khác biệt chính là việc giấu tên mạnh mẽ, thuật toán cho CPU tối ưu hóa proof-of-Work (phân cấp), việc điều chỉnh liên tục Mining Difficulty hoặc thuật toán cho phù hợp với kích thước khối (khả năng mở rộng).